# Неутрален елемент
В алгебрата неутрален елемент на дадено множество с бинарна операция в него е елемент, който не променя другия операнд. Т.е. елементът e в множеството S ще е неутрален спрямо операцията (S,*), ако е изпълнено e * a = a (ляв неутрален елемент) и/или a * e = a (десен неутрален елемент) за произволен елемент a на S. При събиране или адитивен запис на операцията неутралният елемент е наричан нулев елемент или нула. При умножение или мултипликативен запис на операцията неутралният елемент е наричан единичен елемент или единица.

## Свойства
В дадено множество може да има произволен брой неутрални елементи. Ако операцията е определена (S,*): a * b = b, то всеки елемент на S е ляво-неутрален. Аналогично при (S,*): a * b = a всеки елемент е дясно-неутрален.
Когато в дадено множество има поне един ляв и поне един десен неутрални елементи, то те са еднакви. Ако e1 и e2 са съответно ляв и десен неутрални елементи, то e1 = e1 * e2 = e2 и неутралният елемент е единствен.
Ако в дадено множество има определени повече от една операции, то неутралните елементи могат да са или да не са различни. Например в множеството на целите числа неутралният елемент спрямо събирането е 0 (a + 0 = a), неутралният елемент спрямо умножението е 1 (a · 1 = a), а спрямо степенуването 1 е десен неутрален (a1 = a) и няма ляв неутрален.

## Приложение
Наличието на неутрален (единичен) елемент в една полугрупа е условие тя да бъде моноид и е едно от условията за група.
Всеки пръстен е група по отношение на първата си операция (събиране, адитивна операция) и има неутрален елемент спрямо нея, който най-често е наричан „нулев елемент“. Когато пръстенът има неутрален елемент и по отношение на втората си операция (умножение, мултипликативна операция), то той е наричан „единичен елемент“, а пръстенът е наричан пръстен с единица.

## Примери
- В множеството на всички матрици с произволна размерност m x n, нулевата матрица е неутрален елемент относно събирането;
- В множеството GLn(F) на квадратните матрици съществува и неутрален елемент относно умножението – единичната матрица;
- В множеството от изображения на равнината в себе си, неутрален елемент спрямо последователното прилагане на изображенията ((φ·ψ)(a) = φ(ψ(a))) е произволно цяло завъртане (N x 2π радиана).